# Burgstall Isenbretshofen
Der Burgstall Isenbretshofen bezeichnet eine abgegangene mittelalterliche Höhenburg  nordwestlich von Isenbretshofen, einem heutigen Ortsteil der Gemeinde Stiefenhofen im Landkreis Lindau (Bodensee) in Bayern.
Die 1258 erwähnte Burg wurde von den Herren von Isenbrechtshofen erbaut.
Von der ehemaligen Burganlage sind noch der Burghügel, Wall- und Grabenrest sowie ein Gedenkstein erhalten. Die Burgstelle wurde archäologisch erfasst und als Bodendenkmal (D-7-8425-0007) unter Schutz gestellt.